# Bercy 89
 (décembre 2018).
Albums de Michel Sardou
Le Successeur Sardou 66
Bercy 89 est le neuvième album live de Michel Sardou enregistré en 1989 lors de son premier passage au Palais omnisports de Paris-Bercy, le 11 janvier 1989. Le concert n'a jamais été édité en vidéo car aucun accord financier n'a été trouvé pour les droits d'auteur de la mise en scène finale de Robert Hossein sur la chanson Un jour la liberté. Michel Sardou se serait opposé à une réalisation de vidéo excluant le tableau final.
À la suite de ce passage à Paris-Bercy où il reste en tête d'affiche durant dix-huit jours (du 11 janvier 1989 au 29 janvier 1989) et au cours desquels il remplit chaque soir la salle de 18 000 spectateurs, il obtient une Victoire de la musique le 3 février 1990 pour avoir fédéré le plus grand nombre de spectateurs au terme d'une même tournée[réf. nécessaire].

## Liste des titres

### Disque 1
| No  | Titre                                         | Durée |
| --- | --------------------------------------------- | ----- |
| 1.  | L’Acteur                                      | 5:25  |
| 2.  | Chanteur de jazz                              | 4:35  |
| 3.  | Tous les bateaux s’envolent                   | 4:07  |
| 4.  | Dans ma mémoire elle était bleue              | 4:35  |
| 5.  | Dessins de femme                              | 4:02  |
| 6.  | Road book                                     | 3:22  |
| 7.  | Le Paraguay n’est plus ce qu’il était         | 6:47  |
| 8.  | Rouge                                         | 4:45  |
| 9.  | Les hommes qui ne dorment jamais              | 3:54  |
| 10. | Une lettre à ma femme pour tout lui expliquer | 4:10  |
| 11. | L’An mil                                      | 6:23  |
| 12. | La même eau qui coule                         | 4:59  |
| 13. | Minuit moins dix                              | 4:13  |

### Disque 2
| No  | Titre                         | Durée |
| --- | ----------------------------- | ----- |
| 1.  | Les Yeux d’un animal          | 4:13  |
| 2.  | Afrique adieu                 | 3:59  |
| 3.  | Attention les enfants… danger | 4:01  |
| 4.  | Les Bateaux du courrier       | 3:44  |
| 5.  | 1965                          | 4:27  |
| 6.  | Elle en aura besoin plus tard | 5:04  |
| 7.  | Vincent                       | 4:05  |
| 8.  | Le Successeur                 | 4:49  |
| 9.  | Musulmanes                    | 6:21  |
| 10. | Les Lacs du Connemara         | 5:27  |
| 11. | Un jour la liberté            | 12:14 |

## Autour du concert
Michel Sardou se produit pour la toute première fois au Palais omnisports de Paris-Bercy le jour-même de l'enregistrement de l'album, le 11 janvier 1989[réf. nécessaire].
Lors de l'interprétation de Le Paraguay n'est plus ce qu'il était, Michel Sardou se trompe dans les paroles en commençant le deuxième couplet par « Les Japonais, les… » au lieu de « Les Japonais, la bataille de Midway » et avec un léger retard sur l'accord. Après s'être arrêté avec un « Aïe, aïe, aïe ! », il commente son erreur non sans humour : « Tous les soirs, je vous jure, tous les soirs je me plante, et pas dans la même chanson en plus ! […] Je suis vieux ! ». Michel Sardou propose au public de reprendre la chanson depuis le début, sans erreur cette fois-ci.

### La chansonUn jour la liberté
Pistes de Bercy 89
Les Lacs du Connemara
Le concert se termine sur la chanson Un jour la liberté, écrite par Michel Sardou et Pierre Barret (qui a déjà collaboré avec Sardou sur le texte de chansons à thème historique, L'An mil en 1983 et Les Routes de Rome en 1987) et composée par Jacques Revaux et Jacques Cardona. Elle a pour thématique le bicentenaire de la Révolution française de 1789. La chanson n'a jamais été enregistrée en version studio et n'est présente que dans l'enregistrement de ce concert et sur les intégrales du chanteur.
Constat pessimiste sur l'évolution des idéaux des Lumières, principaux facteurs philosophiques de la proclamation de la République en 1792, au cours de cette période de bouleversements (« Pourquoi a-t-elle si vite, au gré des circonstances / Oublié l'essentiel des leçons de Voltaire ? »), la chanson s'interroge sur la continuité entre la proclamation des droits de l'homme et la réalité de leur application (« Elle permettait d'un coup à chacun d'exister / Humain sans rien devoir au hasard de naissance / Elle nous faisait égaux dans la fraternité / Elle avait de bonnes intentions, la Révolution »). Elle rappelle également les oppositions inhérentes à la Révolution, notamment le déchirement de la guerre de Vendée (« Si la France était menacée / Comme eux j'irai mourir à pied / […] Mais qu'on brûle un bout de mon champ / Alors je me ferai Chouan ») mais aussi le conflit entre Jacobins et Girondins (« Pour proclamer les droits de l'homme / Je m'inscrirai aux Jacobins / Mais comme je crois au droit des hommes / Je passerai aux Girondins »). Le texte évoque de nombreux faits et événements de la période révolutionnaire, qu'ils soient militaires (le « moulin de Valmy », le « pont d'Arcole », « Rivoli »...), politiques (les « menaces d'une soirée de Brumaire »...) ou culturels (la chanson Ah ! ça ira, l'instauration du calendrier révolutionnaire avec les expressions « Germinal » et « Vendémiaire », qui allégorisent par antonomase l'espoir suscité par la révolte puis l'instauration de la Terreur...).
Les chœurs de Bruno Rossignol se chargent de chanter l'introduction – ponctuée des notes du premier vers du Chant des partisans – ainsi que le refrain. L'introduction évoque la fin du monde qui se rapproche ainsi que l'Apocalypse de saint Jean (« Le monde va bientôt disparaître […] / Bientôt la Terre, de sang couverte / Verra l'Agneau des cieux paraître »). Le rapprochement de l'époque révolutionnaire avec l'eschatologie chrétienne se trouve renforcé par la périphrase « Fille de Dieu », qui vient désigner la Liberté. Cette introduction évoque enfin le thème de la réincarnation, authentique dans le répertoire de Sardou, ce dernier y ayant déjà consacré plusieurs chansons (Un roi barbare (1976), Je ne suis pas mort, je dors (1979), La même eau qui coule (1988)...), en ces termes : « Le monde vieillit, le monde périt / […] Mais ne crains rien, un jour prochain / Il te fera renaître ».
La mise en scène accompagnant la chanson est effectuée par Robert Hossein et nécessite la présence de plus de cent figurants.

## Crédits

### Musiciens
- Arrangements et direction d'orchestre : Roger Loubet et Hervé Roy
- Synthétiseurs : Roger Loubet, Hervé Roy et Jean-Pierre Sabar
- Percussions : Michel Chevalier
- Guitares électriques : Jean-Jacques Cramier et Slim Pezin
- Basse et synthétiseur basse : Sauveur Mallia
- Batterie : Patrice Locci
- Claviers et chœur vocodeur : Jean-Pierre Sabar
- Chœurs : Jean-Jacques Cramier, Michel Chevalier et chœurs de Bruno Rossignol (disque 2, titre 11)
- Saxophone : Michel Gaucher